# Helena Kholová
Helena Kholová (née le 21 septembre 1932 à Červeněves et morte le 14 août 2020) est une vulgarisatrice tchèque de sciences naturelles, écrivaine et traductrice. Elle a travaillé comme rédactrice pour la revue ABC des jeunes techniciens et scientifiques.

## Biographie
Helena Kholová est née en 1932. Elle est diplômée de la Faculté des sciences naturelles de l'Université Charles. Elle a travaillé brièvement au laboratoire de biologie Spolany à Neratovice, puis s'est consacrée pendant neuf ans à la recherche forestière, axée sur la protection des forêts. Elle a obtenu un diplôme de troisième cycle dans ce domaine.
Elle a ensuite rejoint la rédaction du magazine ABC pour jeunes techniciens et scientifiques, où elle a travaillé comme rédactrice spécialisée en sciences naturelles. Très active dans la rédaction d'articles sur la nature et les animaux, elle possédait une perspective exceptionnelle, même en dehors des sciences biologiques. Elle s'intéressait à l'histoire de l'élevage des animaux domestiques et à l'émergence des races animales. Elle a écrit plusieurs ouvrages de vulgarisation.
Parmi ses amis figuraient des personnes liées au zoo de Prague, comme Zdeněk Veselovský, Jiří Felix et Luděk J. Dobroruka. Dans les années 1970 et 1980, elle a organisé les Journées ABC au zoo de Prague.
Son travail d’édition et de traduction s’est poursuivi même après sa retraite.

## Sélection de livres
(juin 2025).
- Minimum o psím životě (Mladá fronta 1970)
- Vyprávění o kočkách (Práce 1975)
- Naše přírodní ráje (Práce 1980)
- Historie psího rodu (Práce 1987)
- Zkrocený vládce stepi (Panorama 1992,  (ISBN 80-7038-229-5))
- Koně (Aventinum 1996,  (ISBN 80-85277-36-0)) (traduit en français en 1997)
- Všechno o psech 1000+1 rada (Cesty, 2002,  (ISBN 80-7181-684-1))
- Poslední přírodní ráje Čech, Moravy a Slovenska (Tigris 2003,  (ISBN 80-86062-18-X))
- Putování českou přírodou (Knižní klub 2009,  (ISBN 978-80-242-2485-5))
- Jak žít se psem (Ottovo nakladatelství 2012,  (ISBN 978-80-7451-146-2))
- Kynologický výkladový slovník (Canis TR 2012,  (ISBN 978-80-9042-106-6))

### Référence
1. ↑  (cs) « Živa – Vzpomínky na Helenu Kholovou (Evžen Kůs, Zdena Martinová) », ziva.avcr.cz (consulté le 20 mars 2021).